# Le Rêve du singe fou
Pour plus de détails, voir Fiche technique et Distribution.
Le Rêve du singe fou (El sueño del mono loco) est un film franco-espagnol réalisé par Fernando Trueba, sorti en 1989.

## Synopsis
Dan Gillis, un scénariste américain récemment installé à Paris, est engagé par le producteur de cinéma Julien Legrand pour écrire un script pour un film peu conventionnel mis en scène par Malcolm Greene, jeune réalisateur inconnu. Gillis, intrigué par la personnalité de Greene, accepte malgré les objections de Marilyn, son agent. Gillis rencontre Jenny, la sœur cadette de Malcolm qui entretient des relations incestueuses avec lui, et devient obsédé par cette jeune femme manipulatrice. Quand Jenny disparaît, Gillis cherche à découvrir ce qui s'est passé.

## Fiche technique
- Réalisation : Fernando Trueba, assisté de Radu Mihaileanu et Marc-Henri Dufresne
- Scénario : Fernando Trueba, Manuel Matji et Menno Meyjes, d'après le roman de Christopher Frank
- Photographie : José Luis Alcaine
- Montage : Carmen Frias
- Musique : Antoine Duhamel
- Pays de production :  Espagne,  France
- Langue originale : anglais, espagnol
- Format : couleur - 2,35:1 - ultra stéréo
- Genre : thriller
- Durée : 101 minutes
- Dates de sortie : 
  - Italie : 5 septembre 1989 (Mostra de Venise)
  - France : 17 janvier 1990
  - Espagne : 24 janvier 1990

## Distribution
- Jeff Goldblum : Dan Gillis
- Miranda Richardson : Marilyn
- Anémone : Marianne
- Daniel Ceccaldi : Julien Legrand
- Dexter Fletcher : Malcolm Greene
- Liza Walker : Jenny Greene
- Jérôme Natali : Danny
- Arielle Dombasle : Marion Derain
- Asunción Balaguer : Juana
- Micky Sébastian : Ariane

## Distinctions
- Le film a concouru en sélection officielle de la Mostra de Venise 1989[1].
- Lors des prix Goya 1990, il a remporté les prix du meilleur film, du meilleur réalisateur, du meilleur scénario adapté, de la meilleure photographie, du meilleur montage et de la meilleure direction de production[2].